# Milkó (folyó)
A Milkó (románul Milcov) folyó Kelet-Romániában, Vráncsa megyében. Mellette fekszik Foksány városa.

## Földrajz
A folyó az Ojtoz és a Bodza között, a Keleti-Kárpátok déli lábánál ered. Kezdetben Milkovel, majd Milkov néven nevezik. Először északkeletre, majd délkeletre tart, végül Foksánytól délkeletre a Putnába torkollik.

## Történelem
A Milkó folyó a történelmi Moldva és a Havasalföld határfolyója, melyet 1482-ben III. István moldvai fejedelem nyilvánított Havasalföld és Moldva  határának.
A 19. században az akkor különálló két állam egyesülését sürgetők a Havasalföld és Moldva közti egyetnemértés szimbólumaként emlegették a folyót, mint azt a költő és politikus Vasile Alecsandri írta Az egyesülés hórája (Hora Unirii) című hazafias versében.
A Milkó 1859-ig maradt államhatár. 1862-ben a két állam ténylegesen egyesült, létrehozva az Egyesült Fejedelemségeket, ami 1866-ban a Románia nevet vette fel.

## Települések a folyó mentén
(Zárójelben a román név szerepel.)
- Andreiașu de Jos
- Reghiu
- Méra (Mera)
- Milcovel
- Broșteni
- Odobest (Odobești)
- Vârteșcoiu
- Câmpineanca
- Foksány (Focșani)
- Milkó (Milcovul)
- Răstoaca